# Митчерлих, Александр
Александр Митчерлих или Мичерлих (нем.  Alexander Harbord Mitscherlich, 20 сентября 1908, Мюнхен — 26 июня 1982, Франкфурт-на-Майне) — немецкий врач, психоаналитик и социальный психолог, писатель.

## Биография
Внук известного химика Александра Митчерлиха (1836—1918). Химиками были и его родители. Изучал философию, историю и историю искусства в Мюнхенском университете, диссертацию не защитил. В 1933 попал под подозрение штурмовиков, был на короткое время задержан. В 1935 эмигрировал в Швейцарию, где начал изучать медицину. В 1937 был вынужден вернуться в Германию и арестован там гестапо, восемь месяцев провел в тюрьме. После чего, тем не менее, продолжил занятия медициной и в 1941 получил ученую степень в Гейдельберге под руководством Виктора фон Вайцзекера. Работал в больнице как невролог.
В 1946 принял участие в работе комиссии, готовившей материал для Нюрнбергского процесса над врачами, издал и проанализировал собранную документацию в книгах Диктат обесчеловечивания (1947) и Наука без человечности (1949, обе в соавторстве с Фредом Мельке). Последующие двадцать лет продолжал осмысление этого материала, вернувшись к его философскому и социально-психологическому анализу в книге Неспособность скорбеть (1967, в соавторстве с Маргаретой Митчерлих-Нильсен; книга неоднократно переиздавалась, переведена на многие языки мира).
В 1947 начал издавать журнал Psyche, в 1949 основал в Гейдельбергском университете отделение психосоматической медицины. В 1960—1976 руководил созданным им институтом Зигмунда Фрейда во Франкфурте-на-Майне, в 1973—1976 – профессор Франкфуртского университета.

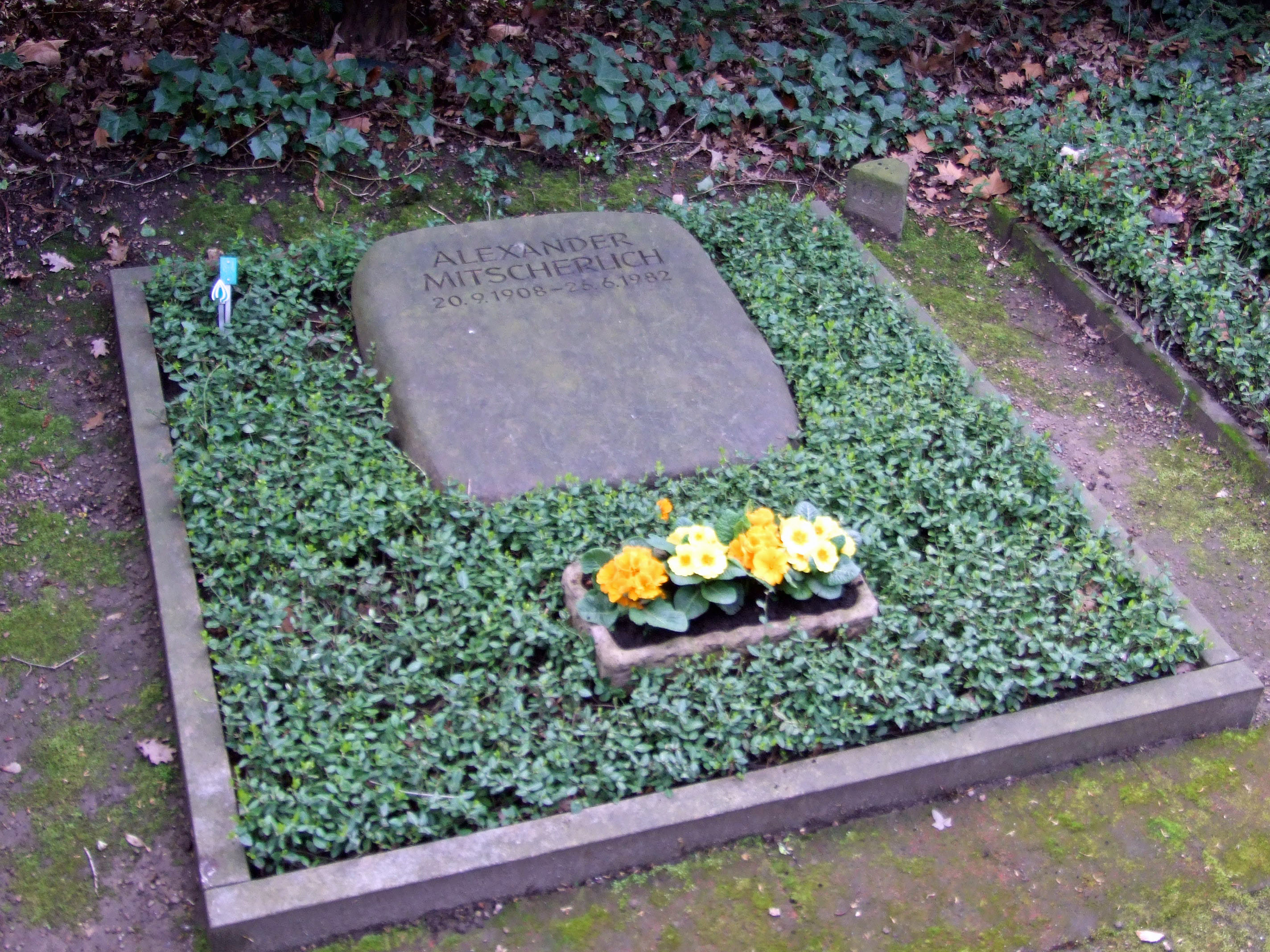
Могила Александра Митчерлиха, Франкфурт-на-Майне

## Издания
- Freier Sozialismus (1946, в соавторстве с Альфредом Вебером)
- Das Diktat der Menschenverachtung. Der Nürnberger Ärzteprozeß und seine Quellen (1947, в соавторстве с Фредом Мельке)
- Wissenschaft ohne Menschlichkeit: Medizinische und Eugenische Irrwege unter Diktatur, Bürokratie und Krieg (1949, в соавторстве с Фредом Мельке)
- Medizin ohne Menschlichkeit (1960, в соавторстве с Фредом Мельке)
- Auf dem Weg zur vaterlosen Gesellschaft. Ideen zur Sozialpsychologie (1963)
- Die Unwirtlichkeit unserer Städte. Thesen zur Stadt der Zukunft (1965)
- Krankheit als Konflikt (1966)
- Die Unfähigkeit zu trauern. Grundlagen kollektiven Verhaltens (1967, в соавторстве с Маргаретой Митчерлих)
- Die Idee des Friedens und die menschliche Aggressivität (1969, в соавторстве с Маргаретой Митчерлих)
- Eine deutsche Art zu lieben (1970, в соавторстве с Маргаретой Митчерлих)
- Massenpsychologie ohne Ressentiment - Sozialpsychologische Betrachtungen (1972)
- Toleranz – Überprüfung eines Begriffs (1974)
- Der Kampf um die Erinnerung (1975)
- Das Ich und die Vielen. Parteinahme eines Psychoanalytikers (1978)
- Ein Leben für die Psychoanalyse (1980, автобиография)
- Gesammelte Schriften 1-10 (1983)

## Признание
Премия мира немецких книготорговцев (1969). Почетная премия г. Мюнхена за вклад в культуру (1973).